# Mosteiró (Santa Maria da Feira)
Mosteirô is een plaats (freguesia) in de Portugese gemeente Santa Maria da Feira en telt 2 043 inwoners (2001).